# Andrew Crumey
Andrew Crumey (Glasgow, 12 ottobre 1961) è uno scrittore britannico.
Nato a Glasgow, ma cresciuto a Kirkintilloch, ha studiato fisica teorica e matematica alla St. Andrews University dove ha ricevuto diversi premi.
Si è trasferito a Londra nel 1983 per fare il dottorato in fisica teorica all'Imperial College.
Ha lavorato come insegnante in una scuola per 4 anni, e ha curato l'edizione letteraria di un giornale scozzese dal 2000 al 2006.
Ha vinto il premio Rock Foundation Writer's Award.

## Opere
- Musica in una lingua straniera (Music, in a Foreign Language, 1994)
- Pfitz (Pfitz, 1995)
- D'Alembert's Principle (1996)
- Il professore, Rousseau e l'arte dell'adulterio (Mr Mee, 2000)
- L'amore perduto e la teoria dei quanti (Mobius Dick, 2004)
- Sputnik Caledonia (2008)
- The Secret Knowledge (2013)
- The Great Chain of Unbeing (2018)